# Juliane Hahn
Juliane Hahn (geboren 1987 in Friedrichroda) ist eine deutsche Theater- und Festivalleiterin. In einer Doppelspitze mit Katharina Germo übernimmt sie ab 2026 die Leitung des Kunstfestes Weimar.

## Leben und Karriere
Juliane Hahn studierte Szenische Künste an der Universität Hildesheim. Sie realisierte im Anschluss freie Theaterproduktionen, etwa als Produktionsleiterin für die Performancegruppe vorschlag:hammer und als Gründungsmitglied des künstlerischen Netzwerks cobratheater.cobra, bei dem sie auch Regiearbeiten übernahm. Im Anschluss war sie im Programmbereich Freie Szene an den Münchner Kammerspielen beschäftigt. Für die 10. Ausgabe des Festivals Politik im Freien Theater der Bundeszentrale für Politische Bildung in München im Jahr 2018 war sie als Künstlerische Produktionsleiterin tätig. Von 2020 bis 2024 war Juliane Hahn zusammen mit Michelle Akanji und Rabea Grand Co-Leiterin des Theaterhauses Gessnerallee in Zürich. Das Theaterhaus war damit erstmals unter rein weiblicher Führung. Sie war Teil der Findungskommission für eine neue Leitung des Theaters Rampe in Stuttgart im Jahr 2021.
Ab 2024 arbeitete sie erneut als Produktionsleiterin für das Festival Politik im Freien Theater der Bundeszentrale für Politische Bildung, diesmal in Leipzig.
Zusammen mit Katharina Germo ist sie die designierte Leiterin des Kunstfestes Weimar ab 2026. Sie treten die Nachfolge des bisherigen künstlerischen Leiters Rolf Hemke an.